# Concili de Verona
El Concili de Verona va ser un concili particular de l'església catòlica convocat el novembre de 1184 pel papa Luci III i que va comptar amb la presència de l'emperador Frederic Barbarroja. Luci III, expulsat per la comuna de Roma, s'havia refugiar a Verona entre l'1 d'agost i el 4 de novembre de 1184.

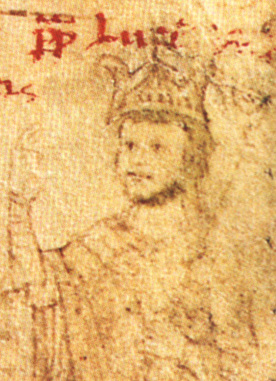
Luci III.

A més del Papa i l'Emperador, també van viatjar fins a Verona el Gran Mestre dels Templers (Arnau de Torroja) i dels Cavallers Hospitalers (Roger de Moulins), així com el Patriarca de Jerusalem (Heracli de Cesarea). L'abat Pere de Cîteaux, més tard bisbe Pere d'Arras, també va participar en la conferència en nom de l'orde del Císter.
El concili va condemnar els neomaniqueus (càtars). El predicador de Lió Pere Valdès va ser-hi excomunicat. També foren condemnats els umiliati de la Llombardia i els deixebles d'Arnau de Brescia, els patarins.
El 4 de novembre es va promulgar la butlla Ad abolendam, que va establir la inquisició episcopal: les autoritats eclesiàstiques designaven els heretges que havien de ser castigats pel poder temporal. HI defineix l'heretgia utilitzant el dret canònic.